# Adolf Abicht
Adolf Abicht (ur. 1793 w Erlangen, zm. 3 sierpnia 1860 w Wilnie) – lekarz, profesor Cesarskiego Uniwersytetu Wileńskiego, wykładowca patologii i terapii ogólnej oraz historii medycyny, 1829–1838 prezes Towarzystwa Lekarskiego w Wilnie.
Jego ojciec, Johann Heinrich Abicht był od 1804 profesoerm Uniwersytetu Wileńskiego. Studiował nauki przyrodnicze i medycynę uzyskując w 1816 doktorat. Od 1823 pracuje w Wilnie w 1825 zostaje adiunktem w Katedrze Patologii Ogólnej. W 1827 zostaje profesorem zwyczajnym  po zamknięciu w 1832 Uniwersytetu zostaje zatrudniony w Akademii Medyko-Chirurgicznej w Wilnie. Po zamknięciu Akademii w 1842 otworzył własna praktykę lekarską. 